# Piskorów
Piskorów – wieś w Polsce położona w województwie lubelskim, w powiecie puławskim, w gminie Puławy.
Prywatna wieś szlachecka, położona była w drugiej połowie XVI wieku w powiecie radomskim województwa sandomierskiego. 
W latach 1975–1998 miejscowość należała administracyjnie do ówczesnego województwa lubelskiego.
Wieś stanowi sołectwo gminy Puławy. Według Narodowego Spisu Powszechnego z roku 2011 wieś liczyła 153 mieszkańców.
Wierni Kościoła rzymskokatolickiego należą do parafii św. Józefa Oblubieńca w Zarzeczu.